# Skoczanka przylądkowa
Skoczanka przylądkowa (Desmodillus auricularis) – gatunek ssaka z podrodziny myszoskoczków (Gerbillinae) w obrębie rodziny myszowatych (Muridae), występujący w Afryce Południowej.

## Systematyka
Gatunek po raz pierwszy zgodnie z zasadami nazewnictwa binominalnego opisał w 1834 roku szkocki przyrodnik Andrew Smith nadając mu nazwę Gerbillus auricularis. Holotyp pochodził z gór Little Namaqualand, w Kamiesbergu, w Południowej Afryce. Jedyny żyjący przedstawiciel rodzaju skoczanka (Desmodillus).
Gatunek był pierwotnie umieszczony w rodzaju Gerbillus, obecnie jest zaliczony ze względu na jego wyraźne cechy morfologiczne, zwłaszcza błony bębenkowe, do monotypowego rodzaju skoczanka (Desmodillus), istniejącego co najmniej od plejstocenu. Analiza danych morfologicznych, chromosomalnych i molekularnych nie pozwoliła jednoznacznie ustalić pozycji filogenetycznej rodzaju Desmodillus, ale ostatnie badania molekularne pokazują, że leży u podstawy linii genetycznej Taterini, za czym przemawia zachowanie prymitywnych cech zębowych. Autorzy Illustrated Checklist of the Mammals of the World uznają ten takson za gatunek monotypowy.

### Etymologia
- Desmodillus: gr. δεσμος desmos „kajdany, więzi, łańcuch”[14]; łac. przyrostek zdrabniający -illus[15].
- auricularis: średniowiecznołac. auricularis „ucho, uszaty”, od łac. auricula „uszko”, od auris „ucho”; łac. przyrostek zdrabniający -ulus[16].

## Występowanie
Zasięg tego gatunku obejmuje południowo-zachodnią Angolę, Namibię, Botswanę i Południową Afrykę; prawdopodobnie występuje również w południowym Zimbabwe. Gryzonie te są spotykane od poziomu morza do około 1600 m n.p.m. Preferują gleby wapienne i tereny pokryte przez skonsolidowany piasek, czasem żwir, z rzadką pokrywą traw lub niskich krzewów. Unikają obszarów gęsto porośniętych trawą i krzewami. Występują na pustyniach Namib i Kalahari oraz na Karru.

## Wygląd
Jest to mała, krępa myszoskoczka; osiąga średnio 110,4 mm (od 86 do 129 mm), z ogonem o długości 84,8 mm (od 70 do 98 mm). Średnia masa ciała to 46,1 g (od 29 do 82 g). Wierzch ciała ma zmienny kolor: ochrowopomarańczowy do żółtawobrązowego. Spód ciała jest biały, białe są także policzki i gardło. Głowa jest duża, z szerokim nosem, długimi, czarnymi wibryssami i dużymi oczami. Uszy są małe i owalne, barwy cielistej. Za uchem znajduje się wyraźna biała plamka. Czaszka gryzonia ma bardzo duże puszki bębenkowe, większe niż u większości myszoskoczek (ok. 41% długości czaszki). Kończyny są krótkie i szerokie, wierzch stóp pokrywają krótkie białe włosy; także podeszwy tylnych stóp są owłosione. Przednie kończyny są cztero-, tylne pięciopalczaste. Ogon jest tej samej barwy co grzbiet, może mieć ciemny czubek u ciemno ubarwionych osobników, ale nie ma kitki. Samica ma cztery pary sutków.

## Tryb życia
Skoczanka przylądkowa prowadzi nocny, naziemny tryb życia. Wbrew nazwie nie porusza się skokami. Jej powiększone puszki bębenkowe zapewniają słuch na tyle czuły, że skoczanka prawdopodobnie jest w stanie usłyszeć szybujące sowy. Gryzonie te kopią złożone systemy nor, głębokie na 30–60 cm, mające od 1 do 7 wejść, ślepe korytarze i komory do magazynowania pokarmu. Pokarm bywa też chowany w innych miejscach areału osobniczego. Gryzonie te są aspołeczne i żyją samotnie, ale ich nory mogą być blisko położone i nawet połączone. W niewoli samice zdecydowanie dominują, samce są tolerowane tylko w sezonie rozrodczym; poza nim mogą nawet zostać zabite i zjedzone. Kanibalizm może obejmować też inne samice.
Skoczanki przylądkowe są wszystkożerne, jedzą ziarna, nasiona i owady. Jeżeli dostępność pożywienia jest duża, mogą odkładać tłuszcz w ogonie. Poszukują pokarmu w promieniu 30 m od nor. Nie potrzebują pić wody, wystarczającą ilość uzyskują z pożywienia w procesach metabolicznych. Tracą niewiele wody przez parowanie i wydalają silnie skoncentrowany mocz. Potrafią utrzymać stałą temperaturę ciała w temperaturze otoczenia od 11 do 30 °C.

## Rozmnażanie
Dzięki niezależności od wody w sprzyjających warunkach mogą rozmnażać się przez cały rok, czego nie potrafią inne sympatryczne gatunki gryzoni. Większość młodych rodzi się jednak w ciepłej porze deszczowej. Ciąża trwa 21 dni, dzikie skoczanki rodzą zwykle 4 młode o masie ciała 4,4 g; na Kalahari w miocie przeważnie są tylko dwa młode o masie 1,84 g. Młode rodzą się nagie i ślepe, otwierają oczy 21. dnia życia, a ich przewód słuchowy udrażnia się 23. dnia życia. Zaczynają pełzać drugiego dnia, chodzić – 15. dnia życia. W wieku 24 dni samodzielnie się myją, a 30. dnia życia kopią już i biorą kąpiele piaskowe. Po 33 dniach życia są odstawiane od piersi.

## Populacja i zagrożenia
Skoczanka przylądkowa zamieszkuje duży obszar, sezonowo jest bardzo pospolita. Liczebność populacji podlega dużym fluktuacjom, ale ogólnie jest stabilna. Polują na nie przede wszystkim płomykówka zwyczajna (Tyto alba), puchacz plamisty (Bubo africanus) i węże. Pasożytują na nich 24 gatunki pcheł, kleszczy i inne roztocze. Wiele pcheł może przenosić na ludzi choroby skoczanek, takie jak dżuma, listerioza i riketsjozy. Skoczanka przylądkowa występuje w wielu obszarach chronionych. Międzynarodowa Unia Ochrony Przyrody uznaje ją za gatunek najmniejszej troski.